# Icariotis limbipennis
Icariotis limbipennis là một loài bọ cánh cứng trong họ Cerambycidae.